# 邓小平时代 (书籍)
《邓小平时代》（英語：Deng Xiaoping and the Transformation of China），是美国哈佛大学教授傅高义撰写的一本关于邓小平的传记。英文原版于2011年由哈佛大学出版社出版，随后在中国大陆、香港、台湾等地区进行翻译出版。

## 翻译与出版
2012年4月，香港中文大学出版社发行了首个无删减的中文译本，包括简体和繁体中文版。
2012年6月，天下文化以《鄧小平改變中國》之名发行台湾中文版。ISBN 9789862169360
2013年1月18日，生活·读书·新知三联书店发行中国大陆版，该版本根据香港中文版修改，因审查删去了约5.3万字的内容，包括部分对国家领导人的负面评价和有关六四事件的记述。

## 评价
本书内容详实，基础扎实，普遍对此给予好评，但也不乏批评。《纽约时报》的乔纳森·米尔斯基（Jonathan Mirsky）描述该书“内容范围广泛”，并写道书中有关邓小平对中国经济变化的报道是该书“最有价值的部分”。约翰·奈特（John Knight）博士表示，该书“提供了很多关于邓小平的见解”，“对于那些有兴趣了解中国现状的人来说，这是一本不错的的读物”。约翰·庞弗雷特（John Pomfret）在《华盛顿邮报》上写道，傅高义显然认为，因六四事件在西方闻名的邓小平被历史冤枉了，他的这部著作在试图纠正这种观点。
该书出版后曾位列亚马逊政治类图书销量第一、开卷排行榜学术类图书销量第一。
该书获得了莱昂内尔·盖尔伯奖，这是一个表彰与外交政策相关的优秀文学作品的奖项。